# Sampling Masters
Sampling Masters（サンプリング・マスターズ）は、日本の音楽ユニット。ハードコアテクノを中心に、作曲・リミックスを行う。

## メンバー
ナムコで初期のリッジレーサーシリーズのサウンドを手がけてきたメンバーにより構成。
- sampling masters MEGA（細江慎治）
- sampling masters AYA（佐宗綾子）
- sampling masters J99（相原隆行）
- sampling masters Sanodg（佐野信義）

## 来歴
1996年8月、トルバドールレコードより発売された『Sampling Masters』にてデビュー。第1作は細江と佐宗のみの参加だが、プロデューサーやディレクターのクレジットは「Sampling Masters 2/4」名義であり、当初より相原・佐野の参加が見込まれていた。同年12月の第2作『sampling masters 2』より、相原と佐野も参加し、フルメンバーとなる。
2000年、細江・佐宗が独立しスーパースィープを創設。2001年発売の第4作『never float』は、同社のレコードレーベル「スィープレコード」第1弾作品として発売された。
2001年稼動の『beatmania IIDX 5th Style』にて、細江が「sampling masters MEGA」名義で楽曲を提供。また同年の『beatmania IIDX 6th style』より、佐宗が「sampling masters AYA」名義で楽曲を提供し、以降は音楽ゲームを中心としたアーティスト名義としても使われている。
第4作以降、ユニットとしてはオリジナル作品のリリースが途絶えていたが、2009年8月、再度トルバドールレコードより『overdrive hell ヒズミ天国』（ロゴは「天国」の上に×印）を発売。以降、年に2 - 4作程度のペースで『ヒズミ天国』シリーズをリリースしている。また、2010年にはインディーズゲーム『PRISMATIC SOLID』の楽曲を、2011年には並木学が楽曲を手がけた1994年のシューティングゲーム『オペレーションラグナロク』のリミックスアルバムを、それぞれSampling Masters名義で手がけている。
2011年6月25日、川崎のクラブにて、Sampling Masters主催のイベント「JULIANNA's KAWASAKI」を開催。このイベントでは、相原と佐野が1999年発売のアルバム『JULIANNA'S TSUNASHIMA Vol.1』以来となるSampling Masters名義で参加している。翌2012年6月3日には同じくSampling Master全メンバーが顔を揃えた「JULIANNA's KAWASAKI Vol.2」も行われた。

## 作品
| 発売日         | タイトル                                                       | 規格品番  | 備考                                                            |
| -------------- | -------------------------------------------------------------- | --------- | --------------------------------------------------------------- |
| 1996年8月1日   | Sampling Masters                                               | TTRC-0017 |                                                                 |
| 1996年12月15日 | sampling masters 2                                             | TTRC-0024 | 佐野信義、相原隆行が参加                                        |
| 1997年8月15日  | sampling masters 3                                             | TTRC-0026 | 佐野信義、相原隆行が参加                                        |
| 1999年8月6日   | JULIANNA'S TSUNASHIMA Vol.1                                    | TTRC-0033 | 佐野信義プロデュース作品 「事実上4作目」と称されている          |
| 2001年8月9日   | never float                                                    | SRIN-1001 | 副題「Sampling Masters 4」                                      |
| 2009年8月15日  | overdrive hell ヒズミ天国                                      | HZMT-0001 |                                                                 |
| 2009年12月30日 | overdrive hell2 もっとヒズミ天国                               | HZMT-0002 |                                                                 |
| 2010年8月14日  | overdrive hell3 ヒズミ天国ゴールド                             | HZMT-0003 |                                                                 |
| 2010年8月15日  | PRISMATIC SOLID                                                | SRIN-1072 |                                                                 |
| 2010年12月31日 | OVERDRIVE HELL4 ヒズミ天国リターンズ                           | HZMT-0004 |                                                                 |
| 2011年1月26日  | Operation Ragnarok remix                                       | SRIN-1082 |                                                                 |
| 2011年8月13日  | OVERDRIVE HELL5 みんなのヒズミ天国                             | HZMT-0005 |                                                                 |
| 2011年12月31日 | OVERDRIVE HELL6 ヒズミ天国リローデッド                         | HZMT-0006 |                                                                 |
| 2012年8月13日  | Overdrive Hell7 ヒズミ天国と患者の石                           | HZMT-0007 |                                                                 |
| 2012年10月28日 | OverDrive Hell 8 ヒズミ天国 無知との遭遇                       | HZMT-0008 |                                                                 |
| 2012年12月31日 | Over Drive Hell 9 ヒズミ天国 燃えるマハラジャ                  | HZMT-0009 |                                                                 |
| 2013年4月30日  | Over Drive Hell 10 ヒズミ天国 脂肪遊戯                         | HZMT-0010 |                                                                 |
| 2013年8月12日  | Over Drive Hell 11 ヒズミ天国 TO THE FUTURE                    | HZMT-0011 | ゲストメンバー「X」が参加                                       |
| 2013年10月28日 | Over Drive Hell 12 ヒズミ天国 LEGACY                           | HZMT-0012 | ゲストメンバー「X」が参加                                       |
| 2013年12月31日 | Over Drive Hell 13 ヒズミ天国とチョコレート根性                | HZMT-0013 | ゲストメンバー「X」が参加                                       |
| 2014年4月27日  | Over Drive Hell 14 ヒズミ天国The Godfarmer Part1               | HZMT-0014 | ゲストメンバー「X」が参加                                       |
| 2014年8月17日  | Over Drive Hell 15 時計じかけのヒズミ天国                      | HZMT-0015 | ゲストメンバー「X」が参加                                       |
| 2014年10月25日 | OVER DRIVE HELL 16 ヒズミ天国は二度死んでた                    | HZMT-0016 | ゲストメンバー「X」が参加                                       |
| 2014年12月31日 | Over Drive Hell 17 ヒズミ天国と徹子の部屋                      | HZMT-0017 | ゲストメンバー「X」が参加 本作以降はJASRAC許諾楽曲を使用        |
| 2015年4月26日  | Over Drive Hell 18 ヒズミ天国tRaders of the lost cash          | HZMT-0018 | ゲストメンバー「X」が参加                                       |
| 2015年8月17日  | Over Drive Hell 19 ヒズミ天国 TAXi                             | HZMT-0019 | ゲストメンバー「X」が参加                                       |
| 2015年12月31日 | Over Drive Hell 20 ヒズミ天国 日本歪ばなし                     | HZMT-0020 | ゲストボーカル「DeathもとDie-s K a.k.a MMDS」が参加             |
| 2016年4月24日  | Over Drive Hell 21 ヒズミ天国 みんなのうた                     | HZMT-0021 | ゲストボーカル「DeathもとDie-s K a.k.a MMDS」が参加             |
| 2016年8月14日  | Over Drive Hell 22 ヒズミ天国 みんなのうた2                    | HZMT-0022 | ゲストボーカル「DeathもとDie-s K a.k.a MMDS」が参加             |
| 2016年12月31日 | Over Drive Hell 23 ヒズミ天国 俺さまは魔女                     | HZMT-0023 | ゲストボーカル「DeathもとDie-s K a.k.a MMDS」「MSS Yano」が参加 |
| 2017年8月11日  | Over Drive Hell 24 ヒズミ天国は大変な物を盗んでいきました      | HZMT-0024 | ゲストボーカル「ゔぉー！カリストDeath」が参加                   |
| 2017年12月29日 | Over Drive Hell 25 ヒズミ天国 必殺暴れん坊捜査網               | HZMT-0025 | ゲストボーカル「ゔぉー！カリストDeath」が参加                   |
| 2018年8月10日  | Over Drive Hell 26 ヒズミ天国 耳を歪ませれば                   | HZMT-0026 | ゲストボーカル「ゔぉー！カリストDeath」「tsucchy」が参加        |
| 2018年12月30日 | Over Drive Hell 27 風の谷のヒズミ天国                          | HZMT-0027 | ゲストボーカル「ゔぉー！カリストDeath」「tsucchy」が参加        |
| 2019年8月12日  | The Legend of Hizumi ヒズミの伝説                              | HZMT-0028 | 田中文久、江口孝宏が参加                                        |
| 2019年12月31日 | Over Drive Adventure ヒズミの冒険                              | HZMT-0029 | 田中文久、江口孝宏が参加                                        |
| 2021年12月31日 | HARDCORE UNDOUKAI                                              | TTHC-001  | 江口孝宏、Tomohiko Togashiが参加                                |
| 2022年8月17日  | Get out, Hizumi Forest でていけ ヒズミの森                     | HZMT-0030 | 江口孝宏、Tomohiko Togashiが参加                                |
| 2023年8月13日  | Super Over Drive Bros Wonder スーパーヒズミブラザース ワンダー | HZMT-0031 | 江口孝宏、Tomohiko Togashiが参加                                |
| 2023年12月31日 | HIZUMIN ヒズミン                                               | HZMT-0032 | 江口孝宏が参加                                                  |
| 2025年8月17日  | SUPER DONKEY TOMB スーパードンキートゥーム                     | HZMT-0033 | 江口孝宏が参加                                                  |
| 2025年8月17日  | HIZUMI.ZIP #01                                                 | HZMZ-001  | 初期4作品を収録 ダウンロードカードも同時発売                    |

## 備考
「Sampling Masters」の名前は、1994年1月21日に発売されたサウンドトラック作品『ナムコ・ゲームサウンド・エクスプレスVol.11 リッジレーサー』においてクレジットされた、「演奏/NAMCO SAMPLING MASTERS」が初出となる。当時、ナムコはサウンドトラックの演奏者を単にゲーム基板と表記せず、『ドラゴンセイバー』などでは「Namco Grand Orchestra」、『サイバースレッド』では「CYBER ELECTRIC MUSIC MACHINE」など、作品ごとに表記を変えてきた。